# Kris Bowers
Kristopher Bowers (Los Angeles, 5 april 1989) is een Amerikaans componist en pianist van voornamelijk jazz en filmmuziek.

## Levensloop
Bowers werd geboren in Los Angeles en maakte op jonge leeftijd kennis met de piano. Hij studeerde aan de Los Angeles County High School for the Arts, waar hij les kreeg van onder andere Mulgrew Miller en Donald Vega en aan de Colburn School of Performing Arts met een diploma in 2006. Daarna studeerde hij aan de Juilliard School in New York met een bachelor- en masteropleidingen in jazz. Hij werd ook van jongs af aan sterk beïnvloed door filmmuziek.
In 2011 won hij de Thelonious Monk Piano Competition, terwijl hij nog studeerde aan Juilliard. Dit resulteerde in een platencontract met Concord Records met zijn debuutalbum Heroes + Misfits uit 2014. In hetzelfde jaar trad hij op in Japan op het Vitoria-Gasteiz Jazz Festival en het London Jazz Festival. In 2016 werd hij uitgenodigd voor een concert van Barack Obama met andere jazzmuzikanten in het Witte Huis. In 2017 was hij de toetsenist van de "Rising Star" in de kritische opiniepeiling DownBeat.
In 2018 componeerde hij de filmmuziek voor de film Green Book van regisseur Peter Farrelly. Hij was ook de pianoleraar voor hoofdrolspeler Mahershala Ali en was Ali's stand-in voor enkele close-ups van het spelen van de handen. Hij componeerde ook de muziek voor de miniserie When They See Us van regisseuse Ava DuVernay. Voor het nummer "Blue Skies (Don Shirley Trio)" ontving hij eind 2019 een Grammy-nominatie in de categorie: Best Arrangement, Instrumental or A Cappella. Bowers invloeden zijn onder andere Oscar Peterson, Wynton Kelly vanwege zijn ongelooflijke gevoel, Duke Ellington voor zijn composities, maar ook Ahmad Jamal en Count Basie.

## Filmografie
| Jaar | Titel                                | Opmerkingen |
| ---- | ------------------------------------ | ----------- |
| 2016 | Little Boxes                         |             |
| 2018 | Monsters and Men                     |             |
| 2018 | Green Book                           |             |
| 2020 | Bad Hair                             |             |
| 2021 | The United States vs. Billie Holiday |             |
| 2021 | Space Jam: A New Legacy              |             |
| 2021 | Respect                              |             |
| 2021 | King Richard                         |             |
| 2022 | Chevalier                            |             |
| 2023 | Haunted Mansion                      |             |
| 2023 | Origin                               |             |
| 2023 | The Color Purple                     |             |
| 2024 | Bob Marley: One Love                 |             |
| 2024 | The Wild Robot                       |             |

## Overige producties

### Computerspellen
| Jaar | Titel         | Opmerkingen |
| ---- | ------------- | ----------- |
| 2019 | Madden NFL 20 |             |
| 2020 | Madden NFL 21 |             |

### Televisieseries
| Jaar | Titel                               | Opmerkingen        |
| ---- | ----------------------------------- | ------------------ |
| 2017 | Dear White People                   | 2017-2021          |
| 2018 | For the People                      | 2018-2019          |
| 2019 | When They See Us                    | miniserie          |
| 2019 | Raising Dion                        | 2019-2022          |
| 2019 | Star Trek: Short Treks              |                    |
| 2019 | Black Monday                        | 2019-2021          |
| 2020 | Mrs. America                        |                    |
| 2020 | Bridgerton                          | 2020-2024          |
| 2021 | Colin in Black & White              | miniserie          |
| 2022 | Inventing Anna                      | met Pierre Charles |
| 2022 | DMZ                                 | miniserie          |
| 2022 | We Own This City                    | miniserie          |
| 2023 | Queen Charlotte: A Bridgerton Story | miniserie          |
| 2023 | Secret Invasion                     | miniserie          |

### Documentaires
| Jaar | Titel                                    | Opmerkingen |
| ---- | ---------------------------------------- | ----------- |
| 2013 | Elaine Stritch: Shoot Me                 |             |
| 2013 | Seeds of Time                            |             |
| 2015 | Kobe Bryant's Muse                       |             |
| 2015 | I Am Giant                               |             |
| 2015 | Play It Forward                          |             |
| 2016 | Norman Lear: Just Another Version of You |             |
| 2017 | Copwatch                                 |             |
| 2018 | Bethany Hamilton: Unstoppable            |             |
| 2021 | All These Sons                           |             |

### Documentaire series
| Jaar | Titel                    | Opmerkingen                        |
| ---- | ------------------------ | ---------------------------------- |
| 2016 | Religion of Sports       | met Allen Blickle en Daniel Walter |
| 2018 | Warriors of Liberty City |                                    |
| 2024 | Hollywood Black          |                                    |

### Korte films
| Jaar | Titel          | Opmerkingen |
| ---- | -------------- | ----------- |
| 2010 | Little Big Kid |             |
| 2016 | The Snowy Day  |             |
| 2018 | Broken Wing    |             |
| 2021 | Summon         |             |
| 2021 | The Vandal     |             |

### Als regisseur
| Jaar | Titel                        | Opmerkingen                            |
| ---- | ---------------------------- | -------------------------------------- |
| 2020 | A Concerto Is a Conversation | korte documentaire / met Ben Proudfoot |
| 2023 | The Last Repair Shop         | korte documentaire / met Ben Proudfoot |

## Prijzen en nominaties

### Academy Awards
| Jaar | Titel                        | Categorie                | Uitslag     |
| ---- | ---------------------------- | ------------------------ | ----------- |
| 2021 | A Concerto Is a Conversation | Beste korte documentaire | Genomineerd |
| 2024 | The Last Repair Shop         | Beste korte documentaire | Gewonnen    |
| 2025 | The Wild Robot               | Beste filmmuziek         | Genomineerd |

### Emmy Awards
| Jaar | Titel            | Categorie | Uitslag     |
| ---- | ---------------- | --- | ----------- |
| 2017 | The Snowy Day    | Beste muziekregie en compositie                                                                                             | Gewonnen    |
| 2019 | When They See Us | Beste muziekcompositie voor een beperkte serie, film of special (originele dramatische muziek), voor "Part Two"             | Genomineerd |
| 2020 | Mrs. America     | Beste muziekcompositie voor een beperkte serie, film of special (originele dramatische muziek), voor "Mrs. America: Reagan" | Genomineerd |
| 2021 | Bridgerton       | Beste titelmuziek | Genomineerd |
| 2021 | Bridgerton       | Beste muziekcompositie voor een serie (originele dramatische muziek), voor afl. "Diamond of the First Water"                | Genomineerd |

### Golden Globe Awards
| Jaar | Titel          | Categorie        | Uitslag     |
| ---- | -------------- | ---------------- | ----------- |
| 2025 | The Wild Robot | Beste filmmuziek | Genomineerd |

### Grammy Awards
| Jaar | Titel            | Categorie                                                       | Uitslag     |
| ---- | ---------------- | --------------------------------------------------------------- | ----------- |
| 2020 | Green Book       | Best Arrangement, Instrumental or A Cappella, voor "Blue Skies" | Genomineerd |
| 2022 | Bridgerton       | Beste partituur soundtrack voor visuele media                   | Genomineerd |
| 2025 | The Color Purple | Beste partituur soundtrack voor visuele media                   | Genomineerd |